# Formació d'Artés
La Formació d'Artés és una unitat litostratigràfica que fou definida l'any 1971 per J. Ferrer. Forma part de la definició estratigràfica de tot el conjunt del Terciari continental català, i compta també amb una important transcendència internacional.

## Localització i característiques de la zona
Formalment està situada dins els termes municipals de Sallent i Avinyó, encara que la població més propera, i que li dona el nom, és el municipi d'Artés. Té una extensió d'unes 800 ha que inclou la Serra de Montcogul i Fusimanya; amb el punt més alt situat al mateix cim de Montcogul, de 598 m d'altitud.
El conjunt orogràfic inclou també altres turons i els balços erosius de la riera Gavarresa.
El terreny és bàsicament forestal, amb algunes àrees agrícoles a les zones més baixes.
Els escarpaments, els naturals i els produïts durant les obres de l'Eix Transversal, permeten veure el color roig característic del sòl.

## Característiques geològiques
La potència de la formació és d'uns 1000 m. Els materials que la integren són successions de lutites i arenites d'un roig intens, dipositades durant el període Terciari (Eocè superior - Oligocè inferior), en planes al·luvials de trams mitjans i finals de sistemes al·luvials.
El color rogenc de les lutites de la formació ve donat per la seva procedència, d'origen continental i ric en òxids de ferro, en contrast amb els tons grisos-blavosos i groguencs de les lutites procedents de materials del fons marí.
Minerals que es poden trobar en relativa abundància dins la formació són la malaquita, amb importància geològica no per la mida dels cristalls o l'extensió del jaciment, sinó pel seu especial procés de mineralització, i també en menor mesura l'atzurita, que es pot trobar en mineralitzacions de coure de tipus "red-bed" cuprífer situades a la base dels paleocanals, antics llits fluvials, de la formació.
A més, les roques argiloses roges de la Formació d'Artés es veuen sovint travessades per estretes vetes blanques de guix fibrós, procedents dels marges de la Formació de Cardona.